# فاسيل رادوسلافوف
فاسيل رادوسلافوف (بالبلغارية: Васил Радославов)‏ كان قائدًا بلغاريًّا وليبراليًّا شغل منصب رئيس الوزراء مرتين، إحداهما كانت طوال فترة الحرب العالمية الأولى.

## روابط خارجية
- فاسيل رادوسلافوف على موقع الموسوعة البريطانية (الإنجليزية)